# Dubuque (Iowa)
Dubuque – miasto w Stanach Zjednoczonych, w stanie Iowa, siedziba hrabstwa Dubuque. W 2008 roku liczyło 57250 mieszkańców.
W mieście rozwinął się przemysł spożywczy, maszynowy oraz meblarski.

## Miasta partnerskie
- Piatigorsk